# Кэнада, Джордин
Джордин Элизабет Кэнада (англ. Jordin Elizabeth Canada; род. 11 августа 1995, Лос-Анджелес, Калифорния, США) — американская профессиональная баскетболистка, выступающая в женской национальной баскетбольной ассоциации за команду «Атланта Дрим». Была выбрана на драфте ВНБА 2018 года в первом раунде под общим пятым номером командой «Сиэтл Шторм». Играет на позиции разыгрывающего защитника.

## Ранние годы
Джордин родилась 11 августа 1995 года в городе Лос-Анджелес (штат Калифорния) в семье Питера и Джойс Кэнада, у неё есть старший брат, Питер, училась она там же в средней школе Виндворд, где играла за местную баскетбольную команду.